# Komplex Leipziger Straße

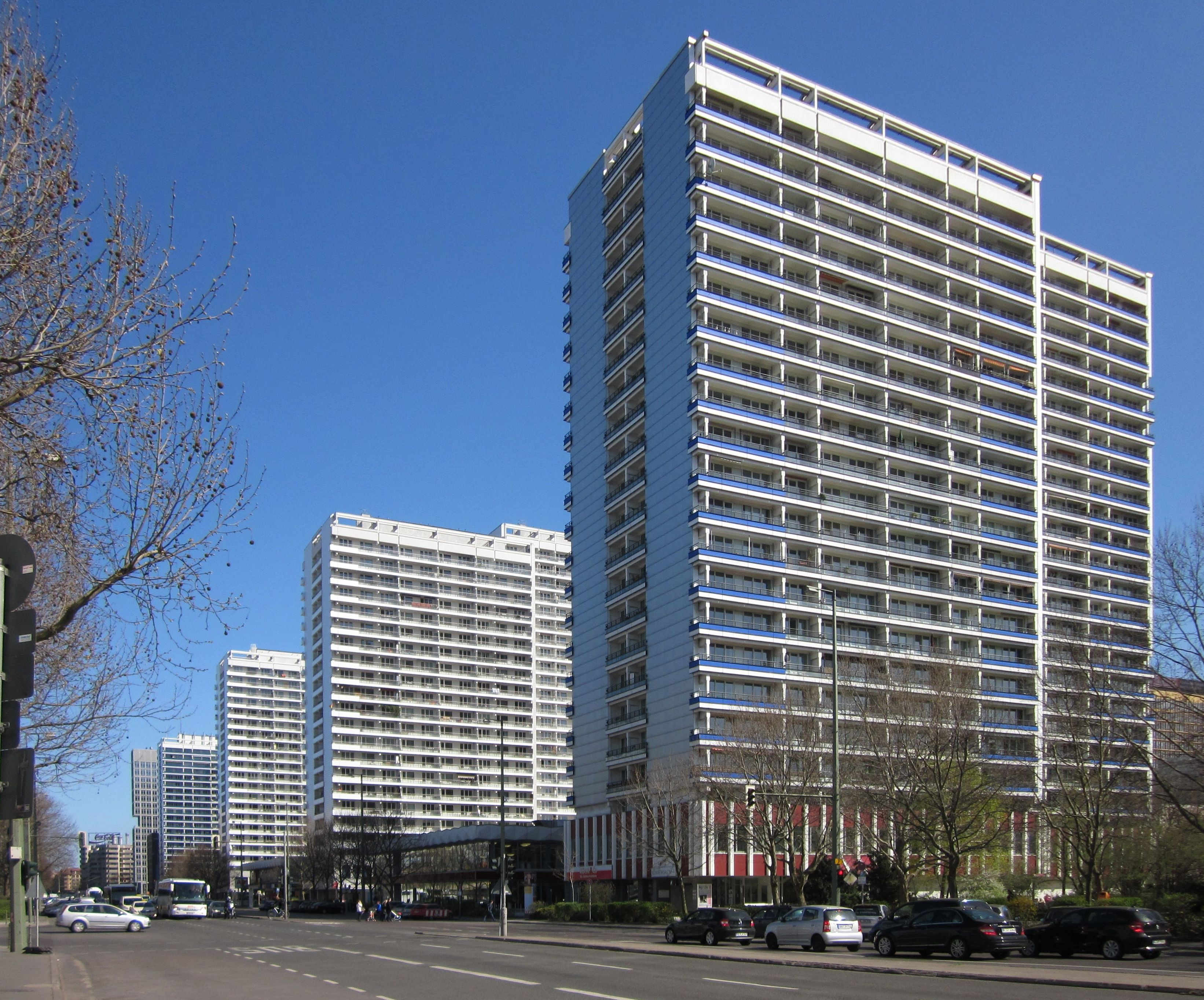
Komplex Leipziger Straße

Der Komplex Leipziger Straße ist ein weithin sichtbarer Gebäudekomplex an der Leipziger Straße im Berliner Ortsteil Mitte. Er wurde 1969 bis 1982 beidseitig der Straße zwischen Spittelmarkt und Charlottenstraße errichtet.

## Geschichte
Im Jahr 1969 begannen die Bauarbeiten für das städtebauliche Großprojekt unter der Leitung der Kollektive Joachim Näther (Städtebau) und Werner Strassenmeier (Hochbau). Der Entwurf sah eine Wohnbebauung mit 2000 Wohnungen und gesellschaftlichen Einrichtungen vor. Zu diesem Zweck wurde die noch vorhandene Altbausubstanz in diesem Bereich der Leipziger Straße vollständig abgerissen.
Mit der Neubebauung dieses Gebiets sollte das südliche Stadtzentrum Ost-Berlins einen neuen städtebaulichen Charakter erhalten. Im Gegensatz zum Stadtzentrum kapitalistischer Prägung sollte eine enge Verflechtung der Wohnfunktion mit der gesellschaftlichen Funktion des Zentrums erfolgen. Es wird mitunter kolportiert, dass es auch darum ging, dem direkt hinter der Berliner Mauer in West-Berlin befindlichen Axel-Springer-Hochhaus seine städtebaulich dominante Wirkung zu nehmen und die Sichtbarkeit der Nachrichten-Leuchtschrift auf dem gegenüberliegenden GSW-Hochhaus und der Werbetafeln für die Springer-Zeitungen Bild, Berliner Morgenpost und B.Z. zu reduzieren.
Für diese Sichtweise gibt es allerdings keinerlei Belege. Joachim Näther, damaliger Chefarchitekt der DDR, bestreitet dies. Gegen die o. g. Version spricht zudem, dass die vier Wohntürme auf der Südseite der Leipziger Straße in großem Abstand zueinander stehen und das Springer-Hochhaus von der Einkaufspromenade aus gut zu sehen ist.
Die im Zweiten Weltkrieg zerstörten Spittelkolonnaden wurden teilweise wiederaufgebaut. Ursprünglich standen baugleiche Kolonnaden auf der Nord- und Südseite als Dekoration der Brücke über den 1833 zugeschütteten Festungsgraben. Die nördlichen Kolonnaden wurden bereits in den 1920er Jahren abgebaut und eingelagert, um auf dem Grundstück neue Geschäftshäuser bauen zu können. Ursprünglich hatte man beabsichtigt, diese wie die Königskolonnaden am Kleistpark an einem neuen Standort wieder aufzustellen. Im Zweiten Weltkrieg wurden die Kolonnaden auf der Südseite zerstört. Die Neubebauung des Areals bot die Möglichkeit, die eingelagerten Teile auf der Südseite wieder aufzustellen.

## Bauten
Besonders auffällig sind die acht paarweise errichteten 23- bzw. 25-geschossigen Wohnhochhäuser auf der Südseite der Straße. Diese wurden in einer Stahlbeton-Skelettmontagebauweise um innere Gleitbaukerne errichtet, einer Spezialform der Plattenbauten. Im Volksmund soll es für diese besonders hohen Bauten auch die Bezeichnung „Springerdecker“ gegeben haben, der sich auf den oben beschriebenen Hintergrund ihrer Planung bezog.
Am Sockel der Hochhäuser befinden sich zweigeschossige Flachbauten, die früher Kultur-, Versorgungs- und Handelseinrichtungen beherbergten. So befand sich am Spittelmarkt ein großes Exquisit-Modegeschäft und zwischen den Hochhäusern ein großes Delikat-Feinkosthaus, beides Einkaufsstätten des gehobenen Bedarfs mit entsprechendem Preisniveau.
Im Kontrast dazu stehen die langgezogenen 14-geschossigen Wohnscheiben in Plattenbauweise auf der Nordseite, in deren glänzenden Fassaden sich das Ensemble spiegelt. Diese Wohnhäuser waren bevorzugt zugewiesener Wohnort für westliche diplomatische Mitarbeiter und akkreditierte Journalisten und standen unter besonderer Beobachtung durch die DDR-Sicherheitsorgane. Insbesondere in den Häusern östlich der Jerusalemer Straße gab es aber auch eine Reihe besonders großer Wohnungen, die kinderreichen Familien zur Verfügung gestellt wurden.

## Planung
Geplant war, auf der Südseite der Leipziger Straße, am Ende Spittelmarkt, ein großes, winkelförmiges Hochhaus zu errichten. Es ist auf diversen Architekturmodellen zur Umgestaltung der östlichen Innenstadt zu sehen, wurde jedoch nie realisiert. In den 1990er Jahren baute die Sparkasse an dieser Stelle ein Gebäude, das etwa dieselbe Größe und denselben Grundriss aufweist.

## Nachwendezeit
Nach der politischen Wende begann man ab Mitte der 1990er Jahre, den Komplex umfangreich zu sanieren und zu renovieren. Im Zuge dieser Arbeiten bekamen einige Gebäude neue Fassaden (westlich der Jerusalemer Straße, im Eigentum der Bundesanstalt für Immobilienaufgaben). Viele der Läden und Kultureinrichtungen sind allerdings verschwunden. Es gibt konkrete Planungen, die an dieser Stelle acht Fahrstreifen breite Leipziger Straße auf vier Streifen zu reduzieren und zudem eine Straßenbahnstrecke in Mittellage zwischen Alexander- und Potsdamer Platz zu errichten.
Darüber hinaus wurde Ende der 2000er Jahre das ehemalige Ebbinghaus-Gebäude an der Peripherie des Komplexes abgetragen, um für die Axel-Springer-Straße als Verlängerung der vom Landwehrkanal kommenden Lindenstraße den historischen Straßenverlauf zum Spittelmarkt wiederherzustellen. Die Verlängerung der Axel-Springer-Straße mit deren Anbindung an die Leipziger Straße wurde am 31. Mai 2012 eröffnet.